# Hadi Ahmed
Hadi Ahmed (en árabe: هادي أحمد بشير‎; Basra, Irak; 1 de noviembre de 1951) es un exfutbolista y exentrenador de fútbol de Irak que jugaba en la posición de centrocampista.

## Carrera

### Club
Jugó toda su carrera con el Al-Minaa SC de 1970 a 1985, con el que fue campeón nacional en 1978.

### Selección nacional
Debutó con Irak el 12 de octubre de 1975 en un la victoria por 1-0 ante Catar en Bagdad por la Clasificación para la Copa Asiática 1976. Participó en la Copa Mundial Militar de 1977, la Copa Asiática 1976, tres veces en la Copa de Naciones del Golfo, y los Juegos Olímpicos de Moscú 1980.
Se retiraría de la selección nacional el 26 de marzo de 1982 en la victoria por 2-1 ante Catar en la copa de Naciones del Golfo de 1982 en Emiratos Árabes Unidos, con la que anotó 12 goles en 79 partidos.

### Entrenador
| Periodo   | Club           |
| --------- | -------------- |
| 1983–1987 | Al-Rumaila     |
| 1988–1992 | Al-Minaa SC    |
| 1994–1999 | Al-Minaa SC    |
| 1999–2000 | Al-Ahli Manama |
| 2000–2002 | Al-Minaa SC    |
| 2002–2004 | Sitra Club     |

## Logros

### Jugador
- Primera División de Irak (1): 1979

### Selección nacional
- Copa Mundial Militar (1): 1977
- Arabian Gulf Cup (1): 1979
- Pestabola Merdeka (1): 1981

## Estadísticas

### Goles con selección nacional
| #   | Fecha      | Sede                       | Rival                  | Gol | Resultado | Torneo                                               |
| --- | ---------- | -------------------------- | ---------------------- | --- | --------- | ---------------------------------------------------- |
| 1.  | 5-9-1975   | Al-Shaab Stadium, Bagdad   | Arabia Saudita         | 1–1 | 1–1       | Clasificación para la Copa Asiática 1976             |
| 2.  | 30-11-1975 | Al-Shaab Stadium, Bagdad   | Afganistán             | 4–0 | 4–0       | Clasificación para la Copa Asiática 1976             |
| 3.  | 27-11-1977 | Al-Shaab Stadium, Bagdad   | Marruecos              | 2–0 | 3–0       | Amistoso                                             |
| 4.  | 26-7-1978  | KLFA Stadium, Kuala Lumpur | Malasia                | 2–1 | 2–1       | 1978 Pestabola Merdeka                               |
| 5.  | 25-2-1979  | Al-Shaab Stadium, Bagdad   | Finlandia              | 1–0 | 1–0       | Amistoso                                             |
| 6.  | 29-3-1979  | Al-Shaab Stadium, Bagdad   | Kuwait                 | 2–1 | 3–1       | 5th Arabian Gulf Cup                                 |
| 7.  | 3-4-1979   | Al-Shaab Stadium, Bagdad   | Emiratos Árabes Unidos | 1–0 | 5–0       | 5th Arabian Gulf Cup                                 |
| 8.  | 16-3-1980  | Al-Shaab Stadium, Bagdad   | Jordania               | 1–0 | 4–0       | 1980 Olympics qualifiers                             |
| 9.  | 16-3-1980  | Al-Shaab Stadium, Bagdad   | Jordania               | 2–0 | 4–0       | 1980 Olympics qualifiers                             |
| 10. | 21-7-1980  | Republican Stadium, Kiev   | Costa Rica             | 1–0 | 3–0       | 1980 Summer Olympics                                 |
| 11. | 25-3-1981  | Malaz Stadium, Riad        | Baréin                 | 1–0 | 2–0       | Clasificación para la Copa Mundial de Fútbol de 1982 |
| 12. | 16-9-1981  | KLFA Stadium, Kuala Lumpur | Singapur               | 3–0 | 4–0       | 1981 Pestabola Merdeka                               |